# Liste der Kulturdenkmale in Langwedel (Holstein)
In der Liste der Kulturdenkmale in Langwedel sind alle Kulturdenkmale der schleswig-holsteinischen Gemeinde Langwedel (Kreis Rendsburg-Eckernförde) und ihrer Ortsteile aufgelistet (Stand: 14. April 2025).
Die Bodendenkmale sind in der Liste der Bodendenkmale in Langwedel (Holstein) aufgeführt.

## Legende
In den Spalten befinden sich folgende Informationen:
- Objekt-ID: die Nummer des Kulturdenkmales
- Lage: die Adresse des Kulturdenkmales und die geographischen Koordinaten. Kartenansicht, um Koordinaten zu setzen. In der Kartenansicht sind Kulturdenkmale ohne Koordinaten mit einem roten Marker dargestellt und können in der Karte gesetzt werden. Kulturdenkmale ohne Bild sind mit einem blauen Marker gekennzeichnet, Kulturdenkmale mit Bild mit einem grünen Marker.
- Offizielle Bezeichnung: Bezeichnung des Kulturdenkmales
- Beschreibung: die Beschreibung des Kulturdenkmales
- Bild: ein Bild des Kulturdenkmales

## Bauliche Anlagen
| Objekt-ID     | Lage                                             | Offizielle Bezeichnung                                              | Beschreibung | Bild                             |
| ------------- | ------------------------------------------------ | ------------------------------------------------------------------- | --- | -------------------------------- |
| 7806          | Manhagen 5 (54° 13′ 9″ N, 9° 55′ 24″ O)          | Mühlenhof Manhagen 5: sogenannte Villa (ehemaliges Abnahmehaus)     | Alteintragung (Aktualisierung vorgesehen) - Begründung: Alteintragung (Aktualisierung vorgesehen) - Schutzumfang: Alteintragung (Aktualisierung vorgesehen) - Denkmaltyp: Bauliche Anlage | Fotos hochladen                  |
| 7805 Wikidata | Manhagen 7 (54° 13′ 8″ N, 9° 55′ 25″ O)          | Mühlenhof Manhagen: sogenanntes Fischerhaus (ehemaliges Müllerhaus) | Alteintragung (Aktualisierung vorgesehen) - Begründung: Alteintragung (Aktualisierung vorgesehen) - Schutzumfang: Alteintragung (Aktualisierung vorgesehen) - Denkmaltyp: Bauliche Anlage | Fotos hochladen                  |
| 3394 Wikidata | Manhagen 7 (54° 13′ 8″ N, 9° 55′ 26″ O)          | Mühlenhof Manhagen: Wassermühle                                     | Alteintragung (Aktualisierung vorgesehen) - Begründung: Alteintragung (Aktualisierung vorgesehen) - Schutzumfang: Alteintragung (Aktualisierung vorgesehen) - Denkmaltyp: Bauliche Anlage | BW                               |
| 7804 Wikidata | Manhagen 7 (54° 13′ 8″ N, 9° 55′ 22″ O)          | Mühlenhof Manhagen: Windmühle                                       | Alteintragung (Aktualisierung vorgesehen) - Begründung: Alteintragung (Aktualisierung vorgesehen) - Schutzumfang: Alteintragung (Aktualisierung vorgesehen) - Denkmaltyp: Bauliche Anlage | Fotos hochladen                  |
| 5178 Wikidata | Nortorfer Straße 5 (54° 12′ 40″ N, 9° 55′ 45″ O) | Kate (ehemalige Schule)                                             | Alteintragung (Aktualisierung vorgesehen) - Begründung: Alteintragung (Aktualisierung vorgesehen) - Schutzumfang: Alteintragung (Aktualisierung vorgesehen) - Denkmaltyp: Bauliche Anlage | weitere Fotos \| Fotos hochladen |

## Gründenkmal
| Objekt-ID | Lage                               | Offizielle Bezeichnung | Beschreibung | Bild            |
| --------- | ---------------------------------- | ---------------------- | --- | --------------- |
| 47888     | Hörn (54° 12′ 43″ N, 9° 55′ 49″ O) | Doppeleiche            | Doppeleiche; wohl 1898; zum 50-jährigen Jubiläum der Schleswig-Holsteinischen Erhebung gepflanzt; mit Einfriedung - Begründung: geschichtlich, wissenschaftlich, städtebaulich - Schutzumfang: Doppeleiche, Einfriedung - Denkmaltyp: Gründenkmal | Fotos hochladen |

## Quelle
- Liste der Kulturdenkmale in Schleswig-Holstein – Kreis Rendsburg-Eckernförde

- Karte mit allen Koordinaten:
- OSM |
- WikiMap